# Chapelle Saint-Gervais de Briouze
La chapelle Saint-Gervais est un édifice catholique, de style roman, situé à Briouze, dans le bocage normand dans le département français de l'Orne. De l'église, construite à la fin du XIe siècle, il ne reste que le chœur, après l'effondrement de la nef. L'édifice est inscrit au titre des monuments historiques depuis 1975.

## Situation
La chapelle est située sur la commune de Briouze, dans l'Orne.

## Historique

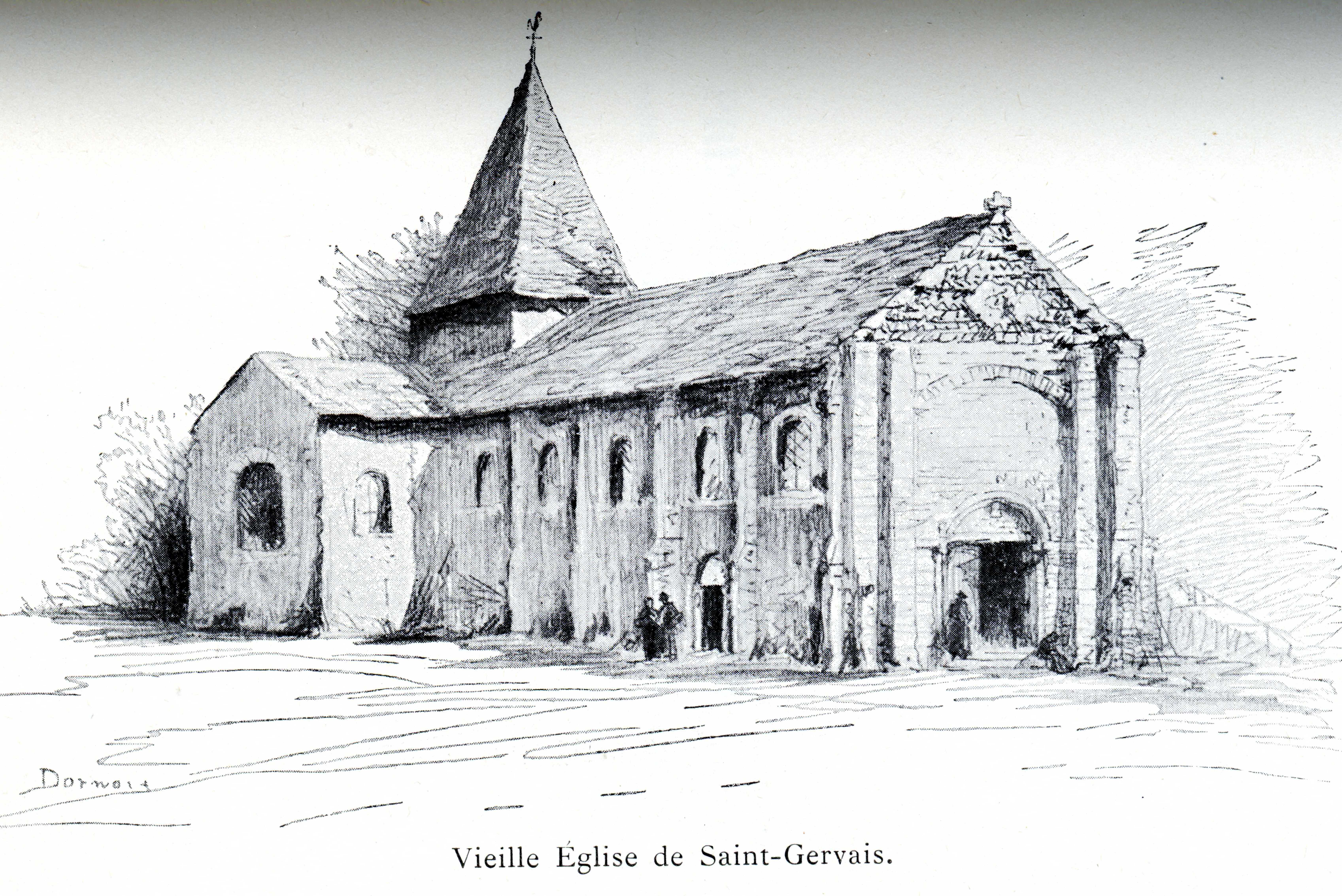
Gravure de l'édifice avant son amputation.

L'édifice est bâti vers 1075-1080 selon A. Lemaître. À cette époque, Guillaume Ier de Briouze (compagnon d'armes de Guillaume le Conquérant), décide de fonder à Saint-Gervais de Briouze, un prieuré sous l'égide des moines bénédictins de l'abbaye Saint-Florent de Saumur. Les religieux y bâtissent une église. Elle est consacrée par l'évêque de Séez aux jumeaux saint Gervais et saint Protais à la fin du XIe siècle.

À partir du 28 décembre 1572, par François d'Orglandes, et jusqu'à au-delà du XVIIIe siècle, la famille d'Orglandes devint seigneur de Briouze. 

« Ce fut en faveur de Nicolas d'Orglandes, petit-fils de Antoine d'Orglandes, que la baronnie de Briouze fut érigée en comté par Louis XIV. Le sixième fils de Nicolas d'Orglandes, du nom de Nicolas Charles, fut pourvu du bénéfice de Briouze, sous le titre de prieur, qu'il conserva jusqu'à sa mort arrivée le 2 janvier 1748. La terre de Briouze [appartenait] encore en 1856, à cette famille, dans la personne de son chef, M. le comte d'Orglandes, ancien pair de France. »

— Alfred de Caix, Notice sur le prieuré de Briouze.
 La chapelle Saint-Gervais abrite encore aujourd'hui, quelques sépultures des membres de la famille d'Orglandes.
En 1866, à la suite d'un écroulement d'une partie de la nef, l'église est en partie démolie. Il ne reste maintenant que l'absidiole semi-circulaire et le chœur.
Après avoir été alertés sur  la situation dégradée de la chapelle, la mairie de Briouze et l'association les Amis du Houlme ont décidé de la restaurer. Après avoir lancé un appel d'offres, un architecte a été choisi pour effectuer dans un premier temps, un diagnostic. La mairie, les Amis du Houlme et le ministère de la Culture assurent le financement de ces études.[réf. souhaitée]
Très longtemps ouverte au public, la chapelle est fermée pour le moment[Quand ?].

## Description
Sur la façade, remise en place en 1867, des reliefs effacés représentaient un personnage qui serait, selon la tradition, Guillaume le Conquérant. Sur une pierre calcaire, au centre, trois personnages sont représentés, sans doute martelés. Ces personnages figureraient les saints martyrs Gervais et Protais entourant leur bourreau. Selon la notice Mérimée du ministère de la Culture, des fresques anciennes, cachées sous le badigeon, pourraient orner les murs.

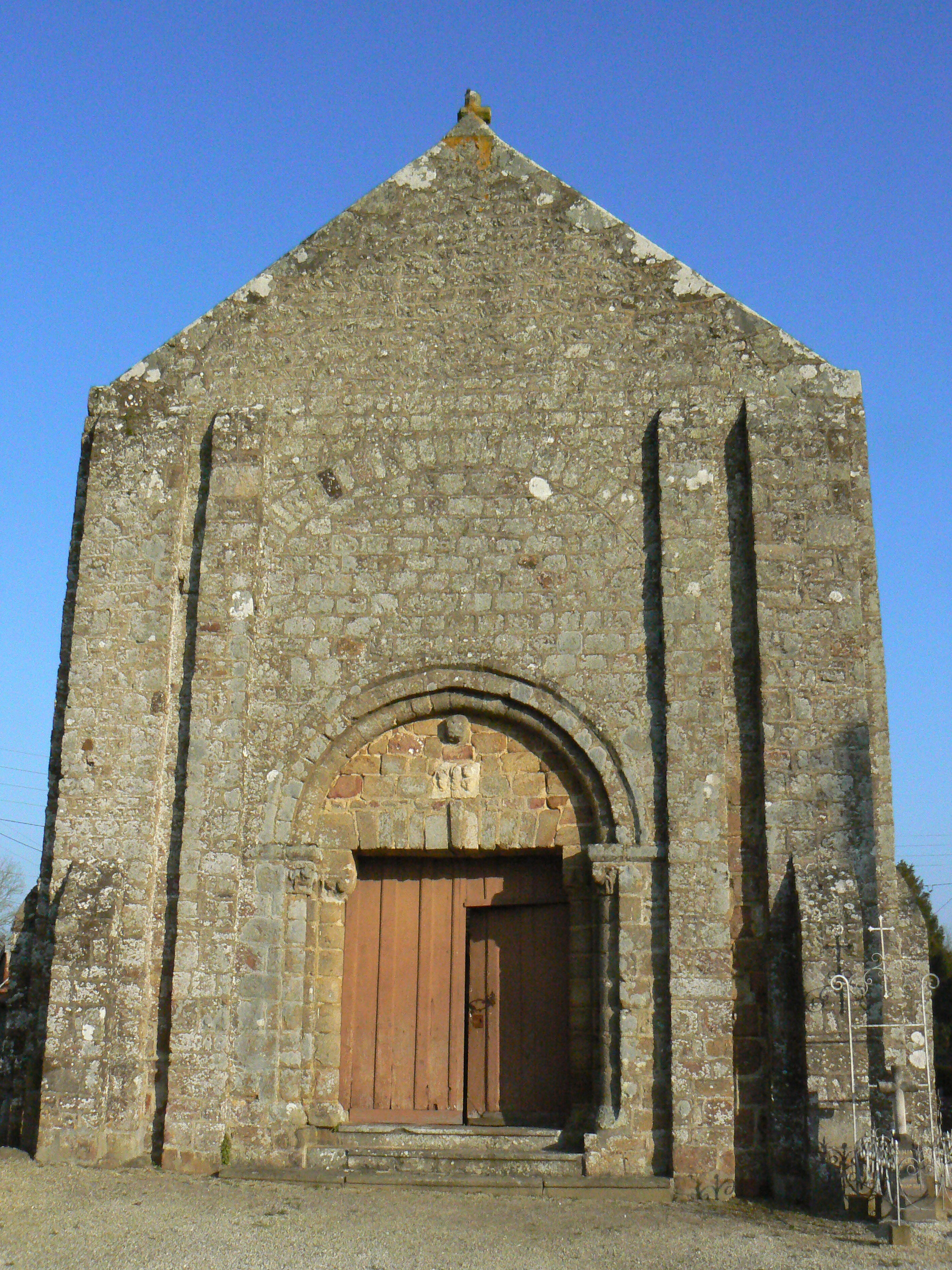
La façade de l'édifice.
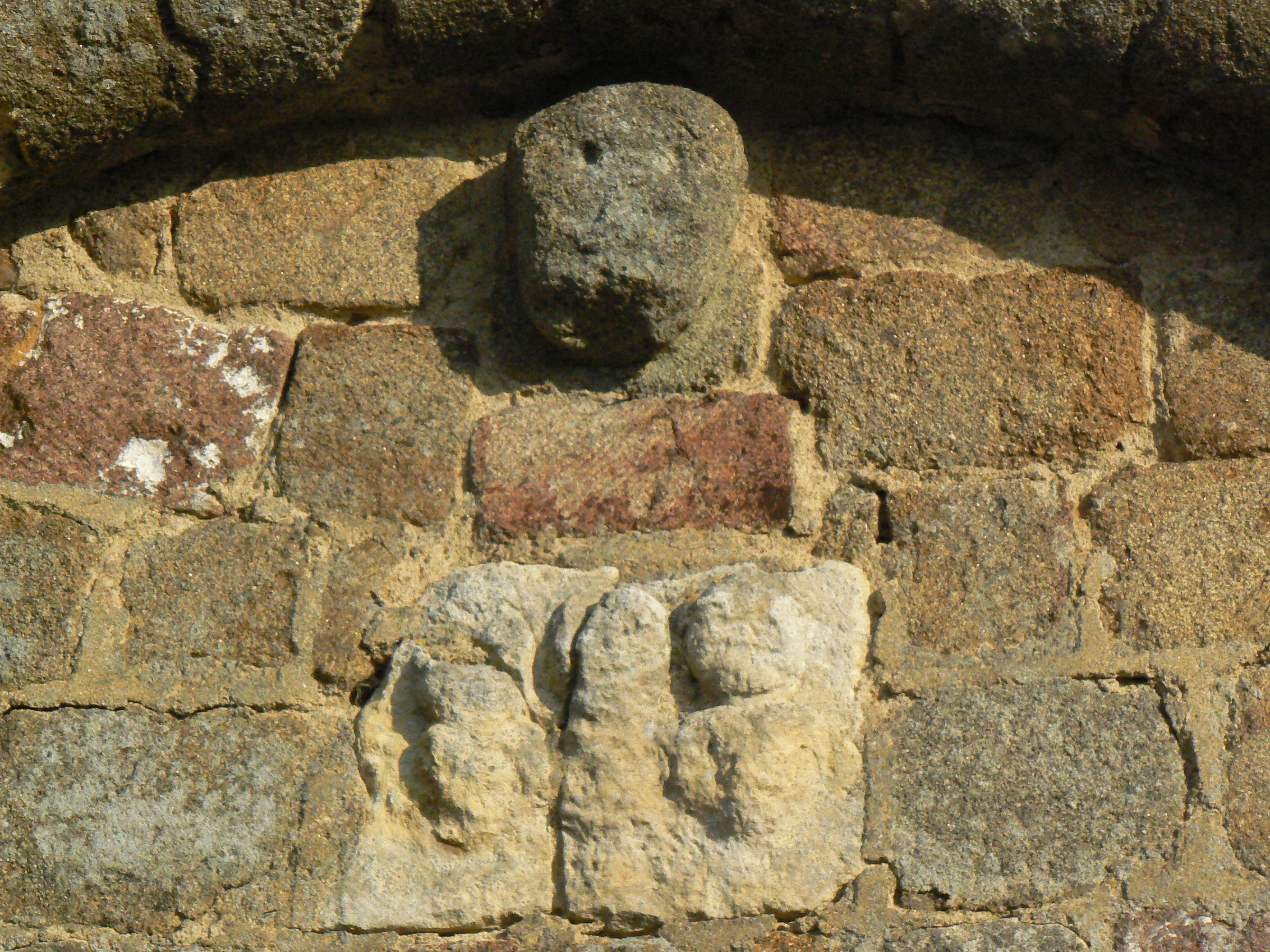
Les sculptures érodées de la façade.
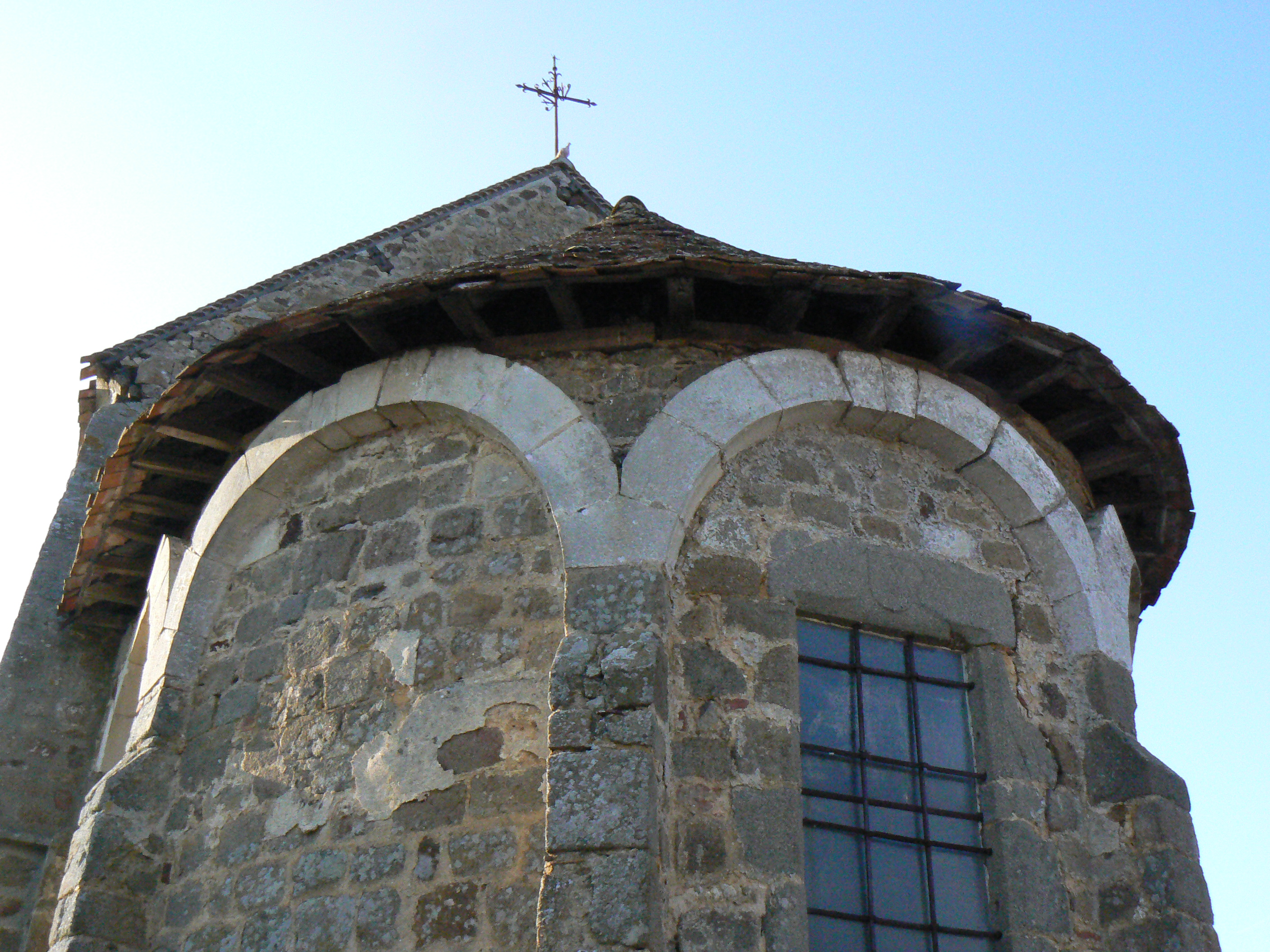
Le chevet de la chapelle.

## Protection
En raison de son intérêt historique et archéologique, la chapelle et son cimetière constituent un site inscrit depuis le 18 septembre 1943. La chapelle est inscrite au titre des monuments historiques depuis le 24 mars 1975.

## Mobilier
Le maître-autel — dont retable et tabernacle —, le bénitier, le tableau Descente de Croix, une Vierge à l'Enfant et les statues de saint Gervais et saint Protais sont inscrits à titre d'objets,,,,.

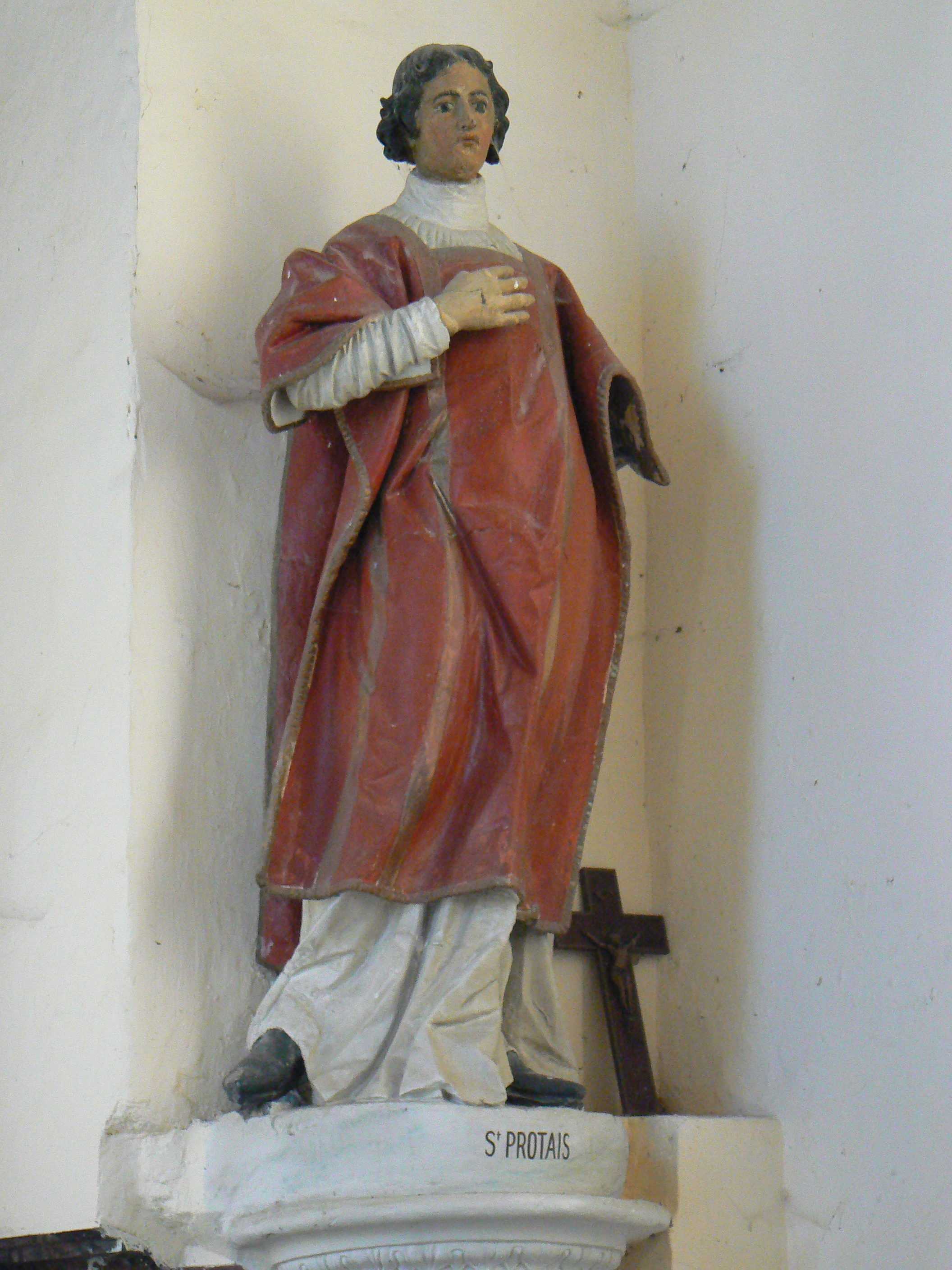
Statue de saint Prothais.
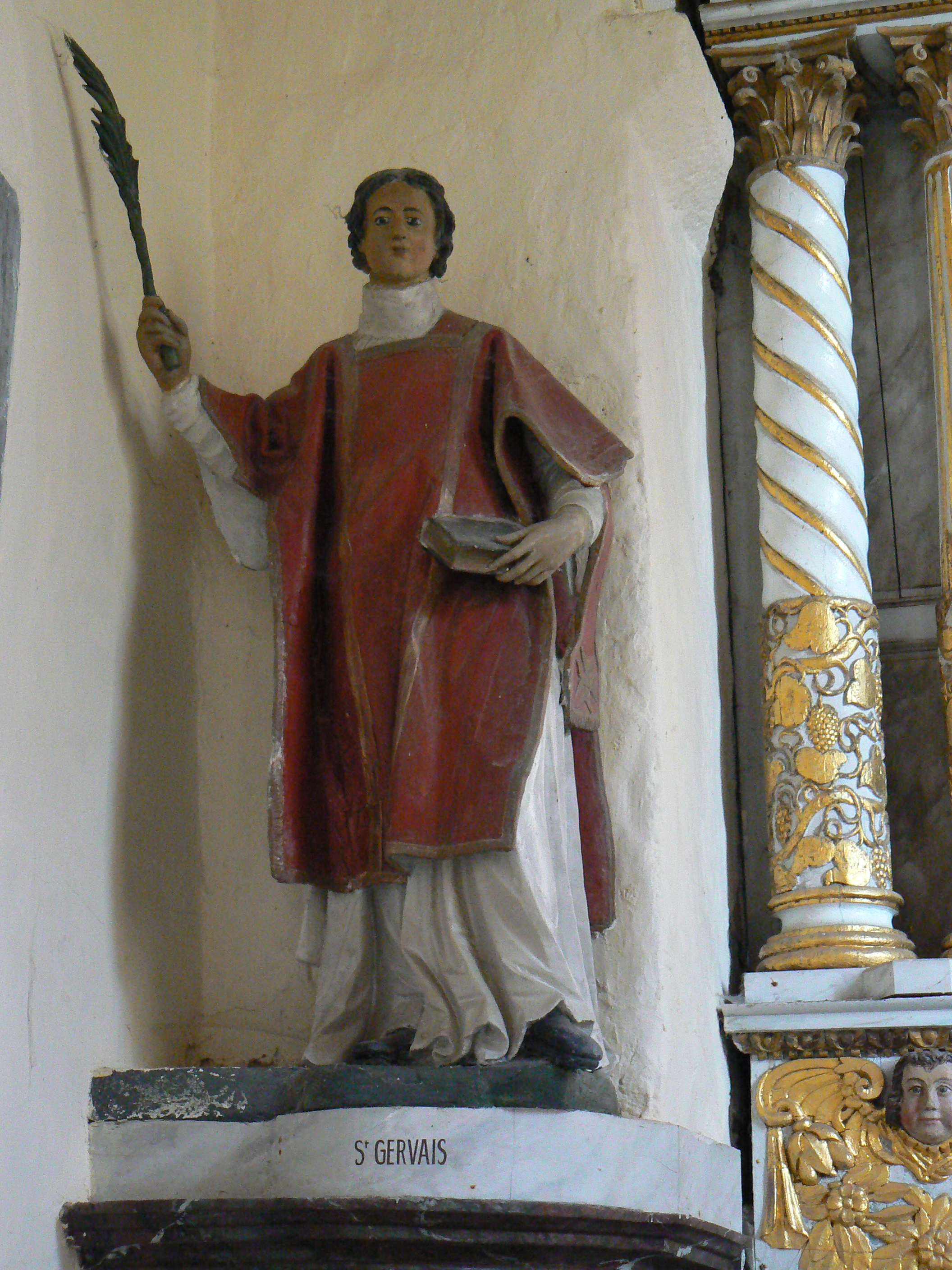
Statue de saint Gervais.
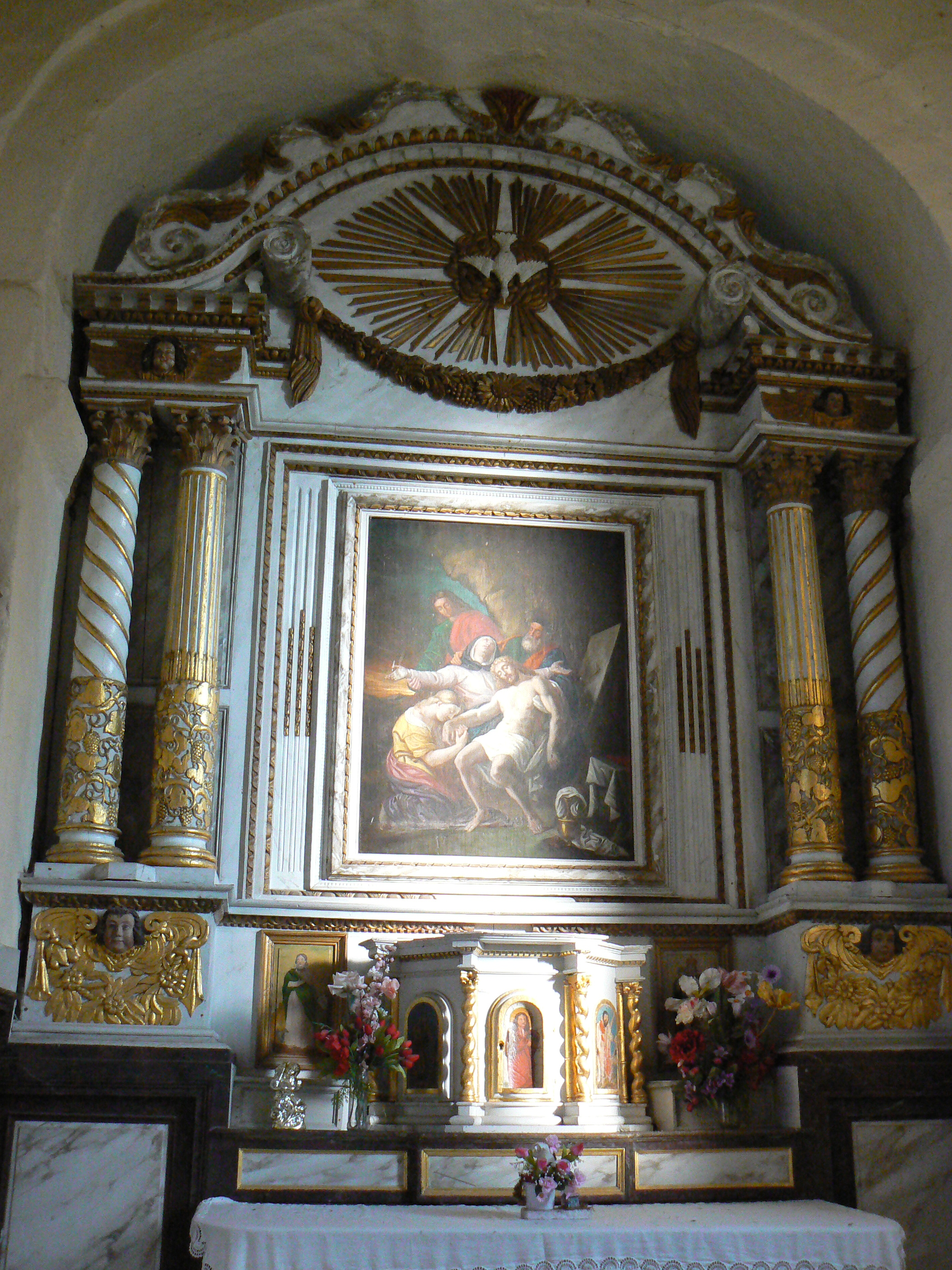